# Maison de Neufville de Villeroy
 (juillet 2024).
Si vous disposez d'ouvrages ou d'articles de référence ou si vous connaissez des sites web de qualité traitant du thème abordé ici, merci de compléter l'article en donnant les références utiles à sa vérifiabilité et en les liant à la section « Notes et références ».
Pour les articles homonymes, voir Neuville.
La maison de Neufville de Villeroy est une famille de la noblesse française originaire de Lorraine. 
Elle est issue d'un secrétaire des finances anoblie par Louis XII au XVIe siècle. 
Elle a été élevée au titre ducal à partir de 1651. 
Elle s'est éteinte en 1794.
Elle compte parmi ses membres de nombreuses personnalités qui ont occupé de hautes charges sous les derniers rois de France.

## Personnalités
Parmi les principaux membres notables de la maison de Neufville, on trouve :
- Nicolas IV de Neufville de Villeroy (1542 à Paris – 12 novembre 1617 à Rouen), chevalier, seigneur de Villeroy puis marquis de Villeroy et d'Alincourt, seigneur de La Chapelle-la-Reine, de Chevannes, de Fontenay-le-Vicomte, de Champcueil et de Saint-Fargeau, audiencier, ministre et secrétaire d'État, trésorier des ordres du roi, gouverneur de Corbeil ;
- Charles de Neufville (1566-18/01/1642 à Lyon), marquis de Villeroy et d'Alincourt, baron de Boury-en-Vexin, seigneur de Magny, baron de Boury-en-Vexin, seigneur de La Forêt-Chomier, chevalier des ordres du roi, conseiller du roi, capitaine de 50 puis de 100 hommes d'armes, gouverneur du Lyonnais, de Forez et du Beaujolais, puis de Pontoise et du Vexin, grand maréchal des logis de la maison du Roi, ambassadeur en Italie, secrétaire d'État des derniers Valois ;
- Nicolas V de Neufville de Villeroy (14 octobre 1598-28 novembre 1685 à Paris), marquis puis duc de Villeroy, marquis d'Alincourt, seigneur de Magny, pair de France, maréchal de France, chef du conseil royal des Finances, gouverneur de Lyon, chevalier des ordres du roi, enfant d'honneur auprès du jeune Louis XIII, gouverneur du jeune Louis XIV ;
- Camille de Neufville de Villeroy (22/08/1606 à Rome – 03/06/1693 à Lyon), archevêque-comte de Lyon, primat des Gaules, commandeur de l'ordre du Saint-Esprit, abbé d'Esnay, de l'île Barbe et de Foigny, lieutenant général dans le gouvernement de Lyon, de Forez et du Beaujolais ;
- Ferdinand de Neufville de Villeroy (1608 à Rome – 7 janvier 1690 à Paris), évêque de Saint-Malo, évêque de Chartres, abbé de Saint-Wandrille, de Belleville, de Mauzac, de Saint-Méen et de Gaël, conseiller d'État ;
- François de Neufville de Villeroy (7 avril 1644 à Lyon – 18 juillet 1730 à Paris), duc de Villeroy et de Beaupréau, marquis d'Alincourt, baron de Pouancé et de La Guerche-de-Bretagne, pair de France, maréchal de France, ministre d'État, chevalier des ordres du roi, gouverneur et lieutenant général du Lyonnais, de Forez et du Beaujolais, chef du conseil royal des Finances, capitaine de la première et ancienne compagnie française des gardes du corps du roi, colonel du régiment Lyonnais, général des armées du roi, ami d'enfance du roi Louis XIV, gouverneur de Louis XV ;
- Louis Nicolas de Neufville de Villeroy (24 décembre 1663 à Paris – 22 avril 1734 à Paris), duc de Villeroy, marquis d'Alincourt, duc de Beaupréau, duc de Retz, seigneur de Machecoul, baron de Pouancé et de La Guerche-de-Bretagne, pair de France, brigadier des armées du roi, lieutenant général, capitaine des gardes du corps du roi, gouverneur et lieutenant-général du Lyonnais, de Forez et du Beaujolais, chevalier de l'ordre royal et militaire de Saint-Louis, chevalier de l'ordre du Saint-Esprit.
- François Paul de Neufville de Villeroy (15 septembre 1677 à Versailles – 6 février 1731), abbé de Fécamp, archevêque de Lyon et primat des Gaules, commandant à Lyon et au gouvernement du Lyonnais, commandeur de l'ordre du Saint-Esprit ;
- Louis François Anne de Neufville de Villeroy (13 octobre 1695 à Paris – 22 mars 1766 à Paris), duc de Villeroy, duc de Beaupréau, duc de Retz, seigneur de Machecoul, baron de Pouancé et de La Guerche-de-Bretagne, comte de Sault, pair de France, chevalier de l'ordre royal et militaire de Saint-Louis, maréchal de camp, lieutenant général et gouverneur du Lyonnais (1734-1764), capitaine des gardes du corps du roi, capitaine des Chasses des Forêts de Corbeil et de Sénard, brigadier des armées du roi ;
- Gabriel Louis François de Neufville de Villeroy (8 janvier 1731-28 avril 1794 à Paris), duc de Villeroy, duc de Beaupréau et d'Alincourt, duc de Retz, seigneur de Machecoul, baron de Pouancé et de La Guerche-de-Bretagne, marquis de Neufville, comte de Sault, capitaine des gardes du corps du roi, lieutenant général des armées, pair de France, gouverneur du Lyonnais, chevalier des ordres du roi, maréchal de camp ;

Nicolas IV de Neufville de Villeroy (1542-1617)
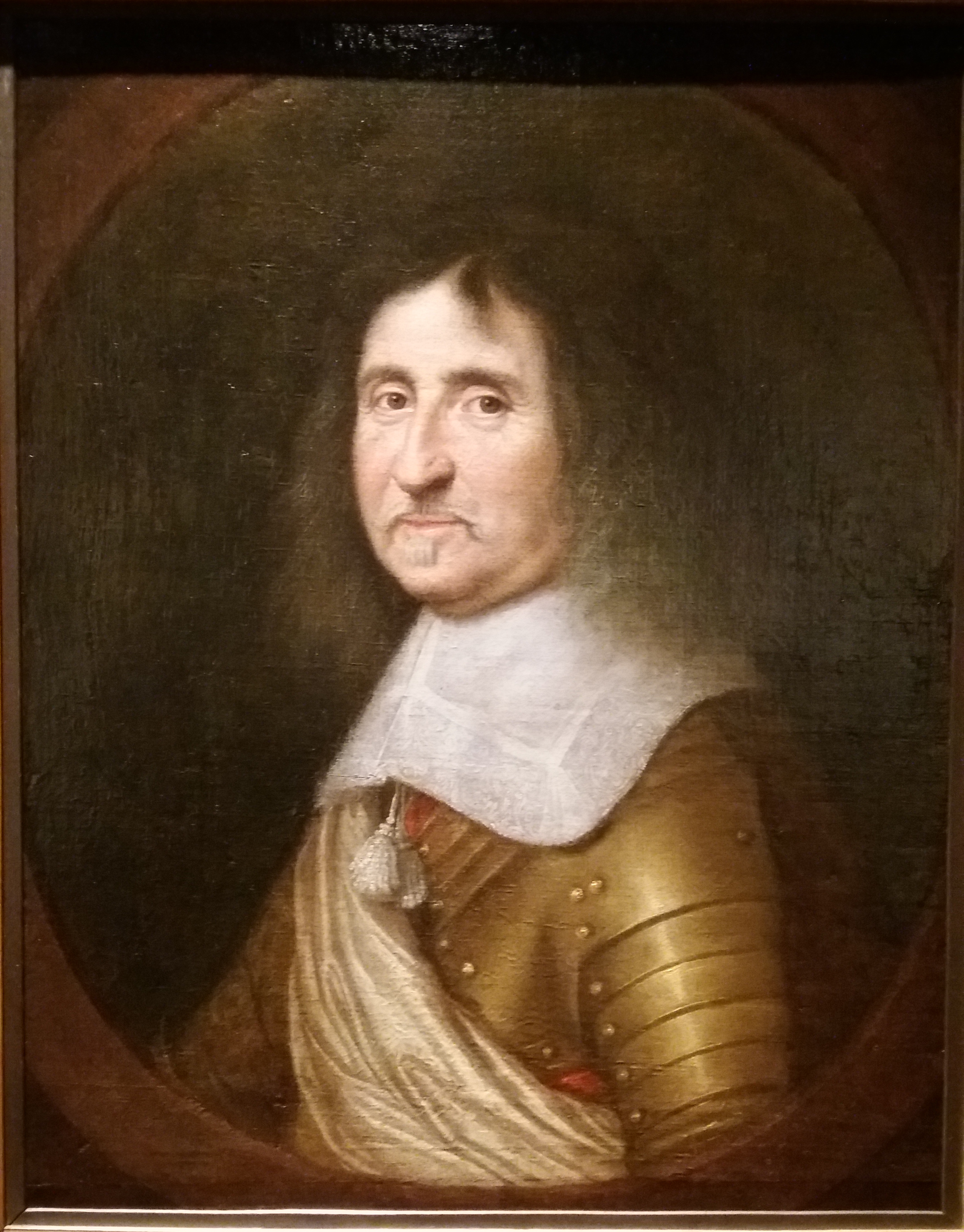
Charles de Neufville (1566-1642)
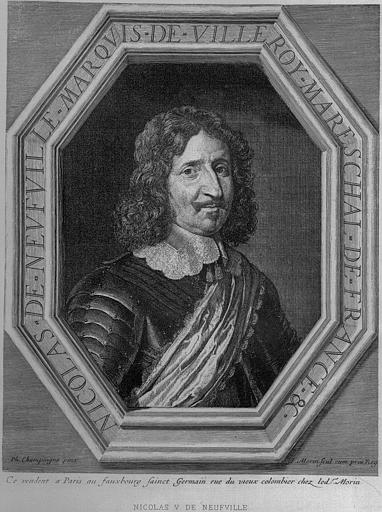
Nicolas V de Neufville de Villeroy (1598-1685)
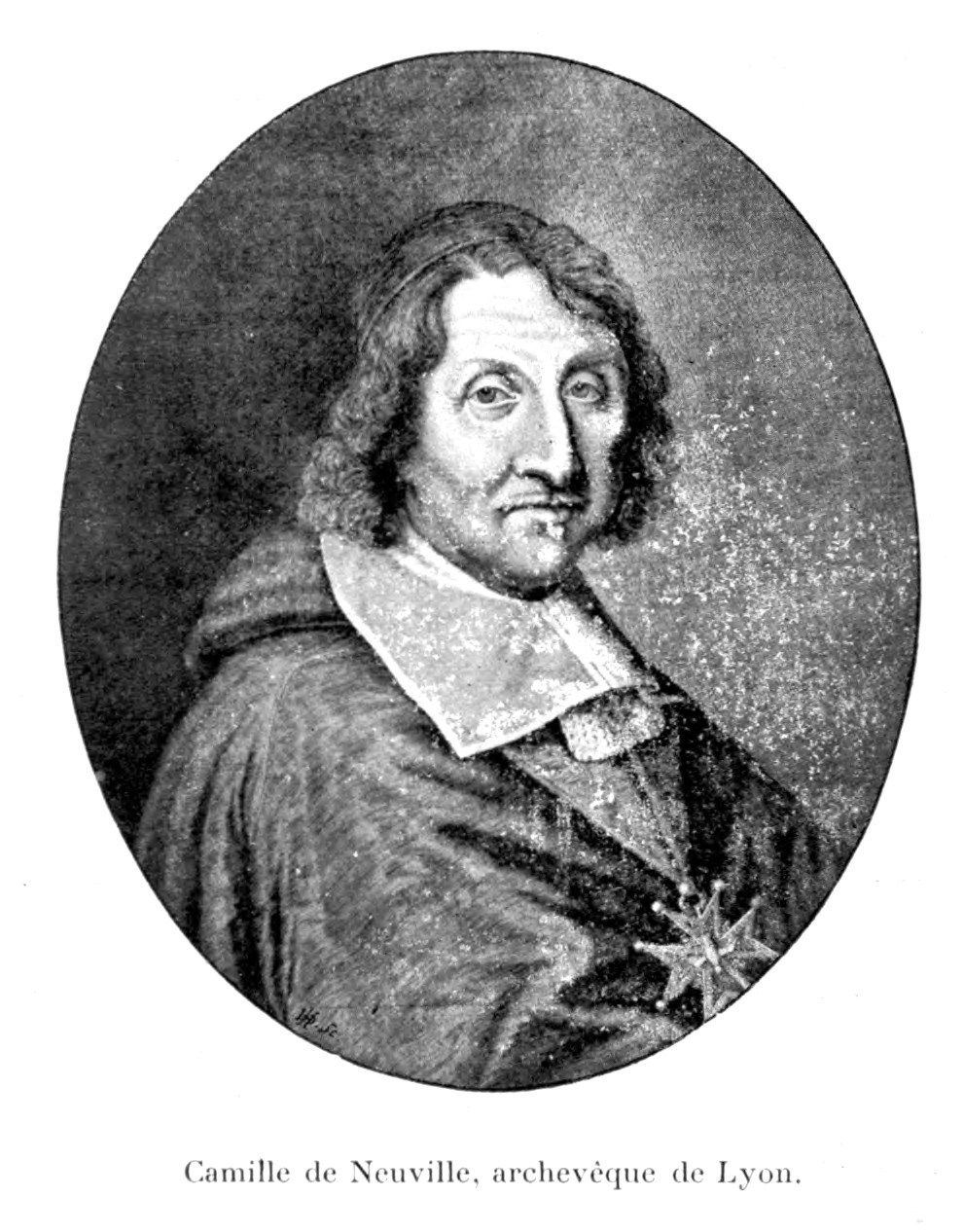
Camille de Neufville de Villeroy (1606-1693)
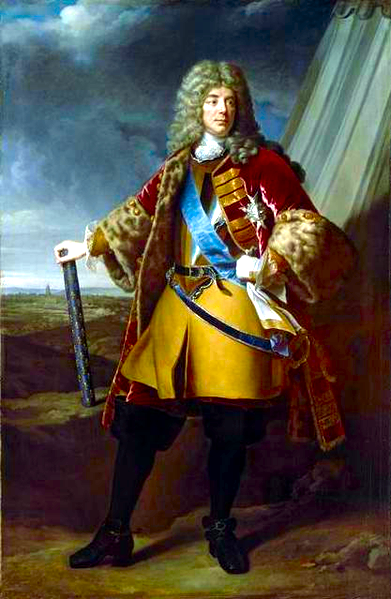
François de Neufville de Villeroy (1644-1730)
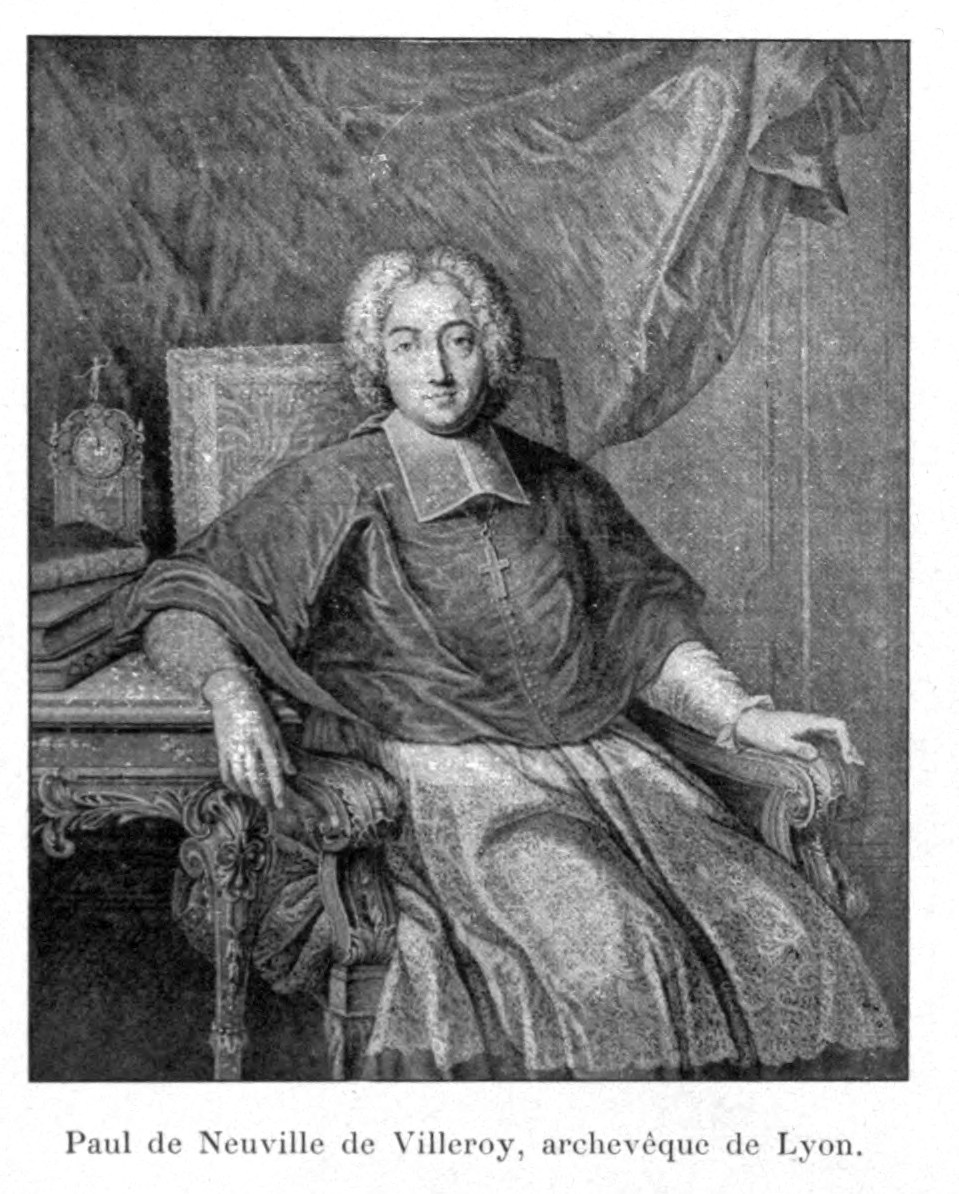
François Paul de Neufville de Villeroy (1677-1731)
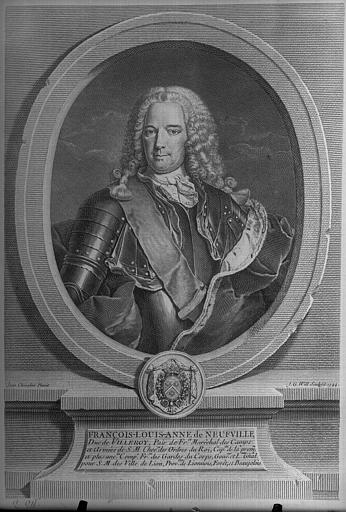
Louis François Anne de Neufville de Villeroy (1695-1766)

## Titres
La maison de Neufville a détenu deux duchés : le duché de Villeroy (où ils ont été pairs de France), et le duché d'Alincourt.
Elle a aussi acquis les duchés, alors dépourvus de titulaires, de Beaupréau et de Retz (1716) : avant de devenir duc de Villeroy en titre, Louis François Anne de Neufville de Villeroy se faisait appeler « le duc de Retz », titre de pure courtoisie.

### Seigneurs, marquis et ducs de Villeroy

#### Seigneurs de Villeroy
- 1524-1553 : Nicolas II de Neufville (fils de Nicolas Ier de Neuville (????-1553), notaire, secrétaire des Finances, trésorier de France, conseiller au conseil privé du roi, et de Geneviève Le Gendre, seigneur de Villeroy, d'Alincourt, de Bouconvillers et de Magny), marié à Denise Jeanne Morlet du Museau (fille de Marc Morlet du Museau, seigneur de Champrond et de Monbrillais, maître d'hôtel du roi, et de Marie Briçonnet) est institué héritier testamentaire par son oncle maternel, Pierre Le Gendre, seigneur de Villeroy, d'Alincourt et de Magny, marié à Charlotte Briçonnet (sœur de Marie Briçonnet). Il hérite donc en 1524 de la seigneurie de Villeroy et des terres près des Tuileries qu'il partage avec ses cohéritiers en mars 1537. En 1553 il distribue ses biens à ses enfants, et meurt peu après. Son fils aîné, Nicolas, qui suit, reprend le titre et les armes de Pierre Le Gendre, seigneur de Villeroy[3].
- 1553-1598 : Nicolas III de Neufville de Villeroy, dit Legendre (1525-1598), fils du précédent, seigneur de Villeroy, d'Alincourt et de Magny, conseiller au conseil privé du roi, prévôt des marchands, chevalier de l'ordre de Saint-Michel, gouverneur de Melun, de Mantes et de Meulan, lieutenant au gouvernement de Paris, secrétaire d'État[4]. Marié à Jeanne Prud'homme (fille de Guillaume Prud'homme, seigneur du Grand-Panfou, et de Marie Cueillette, dame de Freschines). Il est petit neveu de Pierre Le Gendre, fondateur de église Notre-Dame-de-la-Nativité de Magny-en-Vexin.
- 1598-1610 : Nicolas IV de Neufville de Villeroy (1542 à Paris – 12 novembre 1617 à Rouen), fils du précédent, seigneur de Villeroy puis marquis de Villeroy, ministre. En 1561, il épouse la poète Madeleine de L'Aubépine (13 mai 1546-17 mai 1596 à Villeroy), dame de cour de la reine Catherine de Médicis (et fille de Claude II de L'Aubespine (1500-1567), et de Jeanne Bochetel). Nicolas IV de Neufville de Villeroy élargit la maison de famille située au 34 rue des Bourdonnais : l'Hôtel de Villeroy du 1er arrondissement de Paris. La maison, refaite en 1650, existe toujours ; une partie est devenue le centre d'exposition Crèmerie de Paris. En 1610, Nicolas IV de Neufville de Villeroy est créé marquis de Villeroy.

#### Marquis de Villeroy
- 1610-1617 : Nicolas IV de Neufville de Villeroy (1542 à Paris – 12 novembre 1617 à Rouen) est créé marquis de Villeroy.
- 1617-1642 : Charles de Neufville (1566-18/01/1642 à Lyon), fils du précédent, marquis de Villeroy et d'Alincourt, baron de Boury-en-Vexin, seigneur de Magny, gouverneur de Lyon. Marié à Marguerite de Mandelot (1570-1593), dame de Pacy (fille de François de Mandelot (????-1588), et d'Éléonore Robertet), puis à Jacqueline de Harlay (1577-1618), dame de Sancy (fille de Nicolas de Harlay (1546-17 octobre 1629 à Maule), et de Marie Moreau (1555-1629)).
- 1642-1651 : Nicolas V de Neufville de Villeroy (14 octobre 1598-28 novembre 1685 à Paris), fils du précédent, marquis de Villeroy puis duc de Villeroy, marquis d'Alincourt, seigneur de Magny, pair de France, maréchal de France. Il est nommé gouverneur de Louis XIV en 1646. Marié à Madeleine Marie de Blanchefort-Créquy (1609-31 janvier 1675 à Paris) (fille de Charles Ier de Blanchefort-Créquy (1573 à Canaples – 17 mars 1638 à Breme), seigneur de Créquy, et de Madeleine de Bonne (1575-1621)). En septembre 1651[5], Nicolas V de Neufville de Villeroy est fait duc de Villeroy, avec admission à la pairie de France en 1663.

#### Ducs de Villeroy

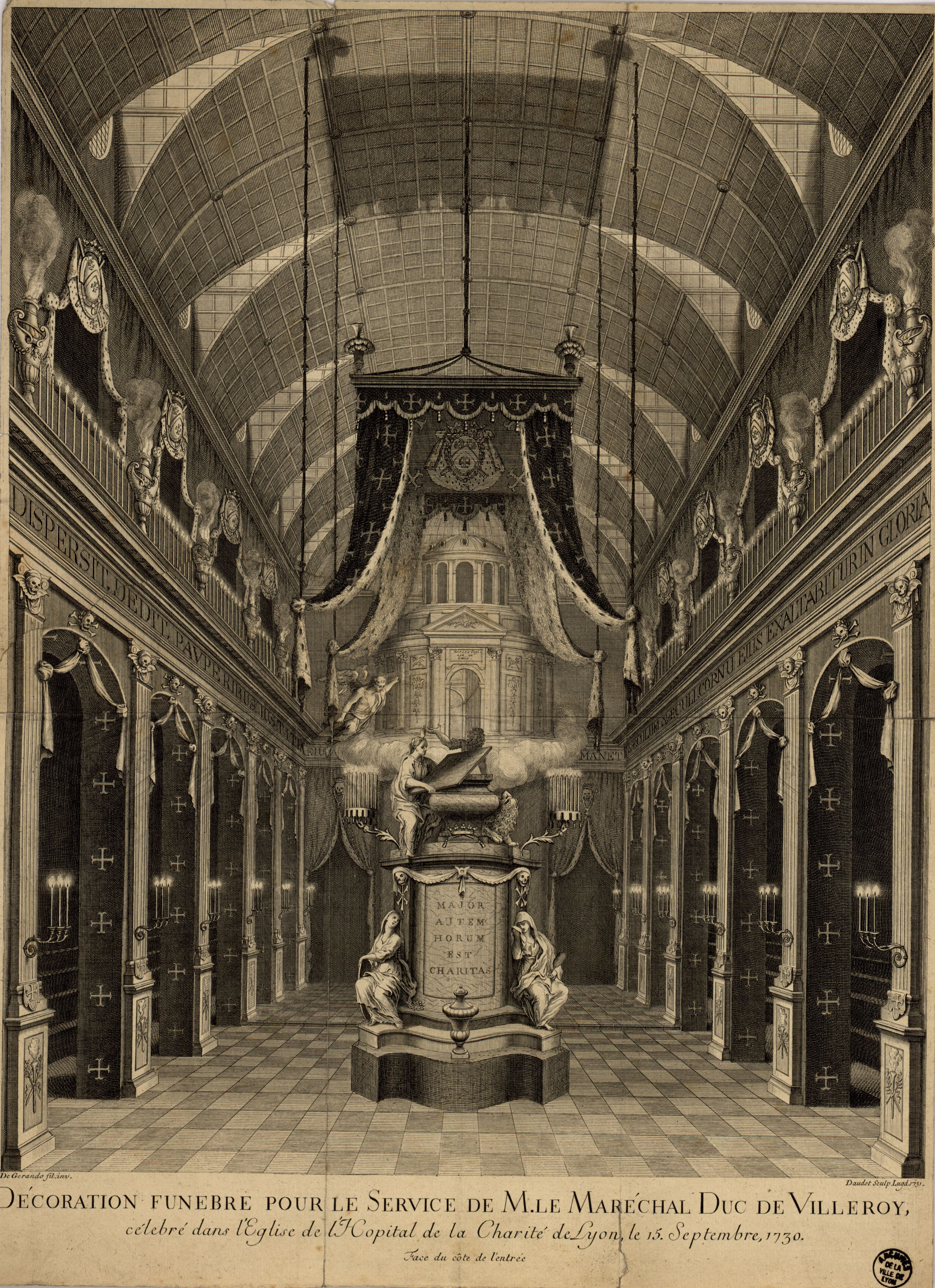
Vue de la chapelle funèbre du duc de Villeroy, faite dans l'église de l'aumône générale et hôpital général de la Charité de Lyon.

- Vue de la chapelle funèbre du duc de Villeroy,  faite dans l'église de l'aumône générale et hôpital général de la Charité de Lyon.1651-1675[6] : Nicolas V de Neufville de Villeroy (14 octobre 1598-28 novembre 1685 à Paris) est créé 1er duc de Villeroy.
- 1675-1694[7] : François de Neufville de Villeroy (7 avril 1644 à Lyon – 18 juillet 1730 à Paris), fils du précédent, 2e duc de Villeroy, maréchal de France, ministre d'État, chef du conseil royal des finances, gouverneur de Louis XV. Marié à Marguerite Marie de Cossé-Brissac (1648-20 octobre 1708) (fille de Louis de Cossé-Brissac (5 septembre 1625 à Brissac-Quincé – 26 février 1661 à Paris), duc de Brissac, et de Marguerite Françoise de Gondi (18 avril 1615-31 mai 1670 à Paris)).
- 1694-1722[8] : Louis Nicolas de Neufville de Villeroy (24 décembre 1663 à Paris – 22 avril 1734 à Paris), fils du précédent, 3e duc de Villeroy, marquis d'Alincourt, duc de Beaupréau, duc de Retz, seigneur de Machecoul, brigadier des armées du roi, lieutenant-général, capitaine des gardes du corps du roi, gouverneur et lieutenant-général du Lyonnais, chevalier de l'ordre royal et militaire de Saint-Louis, chevalier de l'ordre du Saint-Esprit. Marié à Marguerite Le Tellier de Louvois (1678-1711 à Versailles) (fille de François Michel Le Tellier de Louvois (18 janvier 1641 à Paris – 16 juillet 1691 à Versailles), marquis de Louvois, ministre et secrétaire d'État, et d'Anne de Souvré (1646-1715)).
- 1734-1766 : Louis François Anne de Neufville de Villeroy (13 octobre 1695 à Paris – 22 mars 1766 à Paris), fils du précédent, 4e duc de Villeroy, duc de Beaupréau, duc de Retz, seigneur de Machecoul, chevalier de l'ordre royal et militaire de Saint-Louis, maréchal de camp, gouverneur du Lyonnais, capitaine des gardes du corps du roi. Marié à Marie Renée de Montmorency-Luxembourg (21 juillet 1697-1759) (fille de Charles Ier Frédéric de Montmorency-Luxembourg (28 février 1662-4 août 1726), duc de Piney-Luxembourg, et de Marie Gilonne Gillier de Clérembault (1677-15 septembre 1709)).
- 1766-1794 : Gabriel Louis François de Neufville de Villeroy (8 octobre 1731-28 avril 1794 à Paris), neveu du précédent (fils de François Camille de Neufville de Villeroy (1700-26 décembre 1732), marquis puis duc d'Alincourt, et de Marie-Josèphe de Boufflers (10 septembre 1704-18 octobre 1738 à Paris), dame du palais de la reine Marie Leszczynska), 5e et dernier duc de Villeroy, duc de Beaupréau et d'Alincourt, duc de Retz, seigneur de Machecoul, comte de Sault, capitaine des gardes du corps du roi, lieutenant-général des armées, pair de France, gouverneur de Lyon. Marié à Jeanne Louise Constance d'Aumont (11 février 1731 à Paris – 1er octobre 1816 à Versailles) (fille de Louis Marie Victor Augustin d'Aumont (1709-1782), duc d'Aumont, pair de France, et de Victoire Félicité de Durfort (1706-1753)).

### Seigneurs, marquis et ducs d'Alincourt
Les 8 premiers seigneurs et marquis d'Alincourt se confondent avec ceux de Villeroy.

#### Seigneurs d'Alincourt
- 1524-1553 : Nicolas II de Neufville de Villeroy, seigneur d'Alincourt.
- 1553-1598 : Nicolas III de Neufville de Villeroy, dit « Legendre » (1525-1598), fils du précédent, seigneur d'Alincourt.
- 1598-1610 : Nicolas IV de Neufville de Villeroy (1542 à Paris – 12 novembre 1617 à Rouen), fils du précédent, seigneur d'Alincourt.

#### Marquis d'Alincourt
- 1610-1617 : Nicolas IV de Neufville de Villeroy (1542 à Paris – 12 novembre 1617 à Rouen), marquis d'Alincourt.
- 1617-1642 : Charles Ier de Neufville de Villeroy (1566-18 janvier 1642 à Lyon), fils du précédent, marquis d'Alincourt.
- 1642-1685 : Nicolas V de Neufville de Villeroy (14 octobre 1598-28 novembre 1685 à Paris), fils du précédent, marquis d'Alincourt.
- 1685-1730 : François de Neufville de Villeroy (7 avril 1644 à Lyon – 18 juillet 1730 à Paris), fils du précédent, marquis d'Alincourt.
- 1730-1729 : Louis Nicolas VI de Neufville de Villeroy (24 décembre 1663 à Paris – 22 mars 1734 à Paris), fils du précédent, marquis d'Alincourt.

#### Ducs d'Alincourt
Le titre de duc d'Alincourt est créé le 20 septembre 1729 au profit de François Camille de Neufville de Villeroy, fils cadet de Louis Nicolas VI de Neufville de Villeroy.
- 1729-1732 : François Camille de Neufville de Villeroy (1700-26 décembre 1732), fils du précédent, marquis puis duc d'Alincourt.
- 1732-1794 : Gabriel Louis François de Neufville de Villeroy (8 octobre 1731-28 avril 1794 à Paris), fils du précédent, duc d'Alincourt.

### Ducs de Retz
En 1716, Paule-Marguerite Françoise de Gondi (12 mars 1655 à Machecoul – 21 janvier 1716 à Paris), duchesse de Retz et dame de Machecoul, meurt. Le duché de Retz passe alors à la famille de Neufville : Louis Nicolas VI de Neufville de Villeroy est le fils de Marguerite Marie de Cossé-Brissac (1648-20 octobre 1708), cousine germaine de Paule-Marguerite Françoise de Gondi. Les ducs de Retz de la famille de Neufville sont les 3 derniers ducs de Villeroy :
- 1716-1734 : Louis Nicolas VI de Neufville de Villeroy (24 décembre 1663 à Paris – 22 avril 1734 à Paris), duc de Retz et seigneur de Machecoul.
- 1734-1766 :Louis-François Anne de Neufville de Villeroy (13 octobre 1695 à Paris – 22 avril 1766 à Paris), fils du précédent, duc de Retz et seigneur de Machecoul.
- 1766-1778 : Gabriel Louis François de Neufville de Villeroy (8 octobre 1731-28 avril 1794 à Paris), neveu du précédent, duc de Retz et seigneur de Machecoul. Il vend le duché de Retz au marquis Alexandre de Brie-Serrant en 1778. Il meurt sur l'échafaud, guillotiné le 28 avril 1794 à Paris.

### Barons de Pouancé et de La Guerche
En 1662, Marguerite Marie de Cossé-Brissac (1648-20/10/1708), héritière des baronnies de Pouancé et de La Guerche-de-Bretagne, épouse François de Neufville de Villeroy. La famille des Neufville-Villeroy hérite donc du titre de baron de Pouancé jusqu'en 1794, date de la mort de Gabriel Louis François de Neufville de Villeroy sur l'échafaud. Les barons de Pouancé et de La Guerche de la famille de Neufville sont les quatre derniers ducs de Villeroy :
- 1662-1730 : François de Neufville de Villeroy (07/04/1644 à Lyon – 18/07/1730 à Paris), baron de Pouancé et de La Guerche ;
- 1730-1734 : Louis Nicolas VI de Neufville de Villeroy (24/12/1663 à Paris – 22/04/1734 à Paris), fils du précédent, baron de Pouancé et de La Guerche ;
- 1734-1766 : Louis François Anne de Neufville de Villeroy (13/10/1695 à Paris – 22/03/1766 à Paris), fils du précédent, baron de Pouancé et de La Guerche ;
- 1766-1794 : Gabriel Louis François de Neufville de Villeroy (08/10/1731-28/04/1794 à Paris), neveu du précédent, baron de Pouancé et de La Guerche.

## Emblèmes

### Héraldique
| Blason | Blasonnement : D'azur au chevron d'or, accompagné de trois croisettes ancrées du même. Commentaires : La commune de Neuville-sur-Saône a adopté ces armes en 1890, empruntées à l'archevêque Camille de Neufville de Villeroy (1606-1693). On trouve aussi ce blason sur de nombreux édifices : sur le château d'Ombreval (aujourd'hui mairie de Neuville-sur-Saône), sur la tour de l'abbatiale de Saint-Méen-le-Grand, sur l'Auditoire de la mairie de Machecoul, etc. |

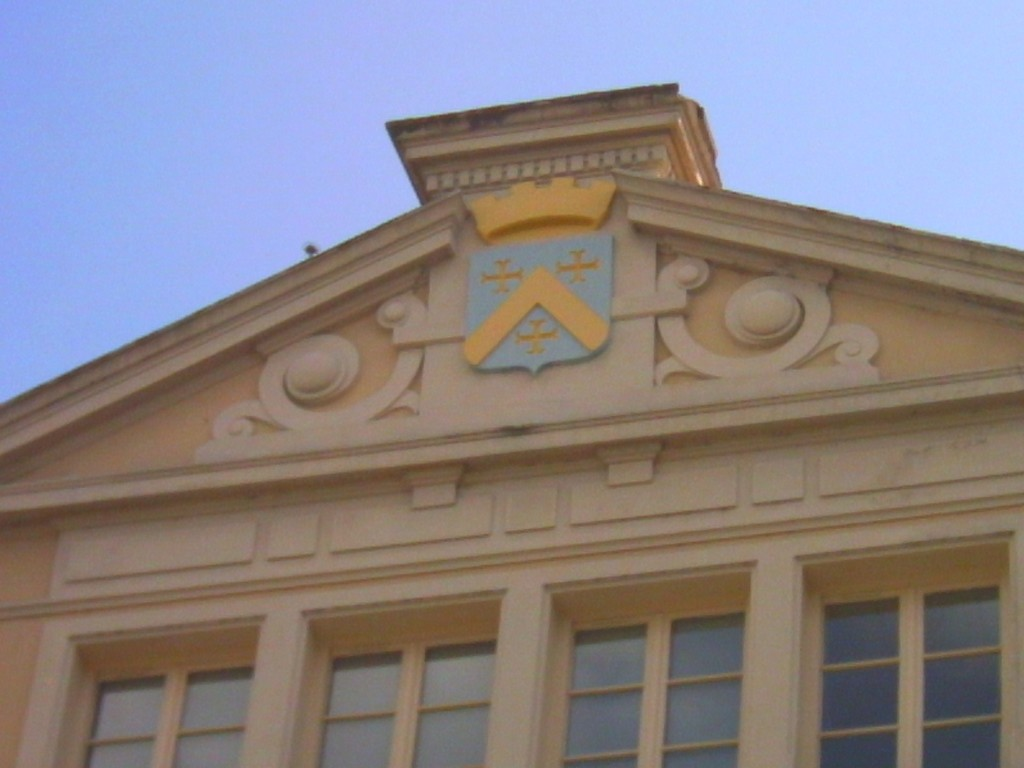
Blason de l'archevêque Camille de Neufville de Villeroy (1606-1693) sur la façade du château d'Ombreval, aujourd'hui mairie de Neuville-sur-Saône.
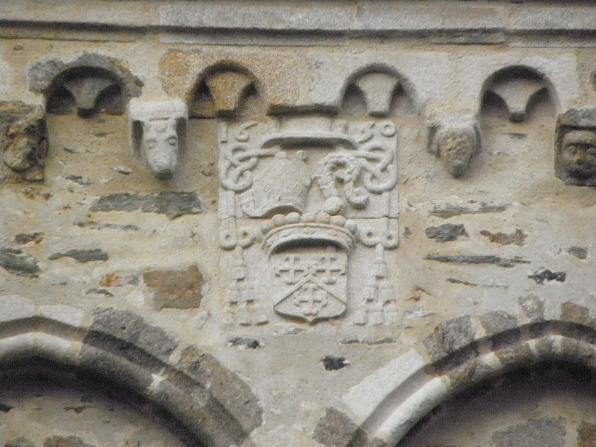
Armes de l'évêque Ferdinand de Neufville de Villeroy (1608-1690), sur la tour de l'abbatiale de Saint-Méen-le-Grand.

### Devise
La devise de la famille de Neufville de Villeroy est : Per ardua surgo. On peut traduire cette maxime latine par « Debout face à la tempête » ou encore « Je me dresse par passion ».

## Patrimoine
La famille Neufville de Villeroy a construit et/ou possédé plusieurs bâtiments historiques.

### Hôtel de Villeroy, Paris I
Hôtel de Villeroy, 34 rue des Bourdonnais et 9 rue des Déchargeurs, à Paris I.
Construit vers 1370 par Richard Neufville, commerçant aux Halles de Paris, puis agrandi et étendu vers le 9 rue des Déchargeurs par ses descendants, qui prennent le nom de Neufville de Villeroy.
Le bâtiment devient progressivement un haut lieu du royaume de France.
À partir de 1565, l'hôtel devient un salon littéraire animé par la poète Madeleine de l'Aubespine, épouse de Nicolas IV de Neufville de Villeroy et dame de cour de Catherine de Médicis. À ce cercle littéraire ont participé de nombreux écrivains de l'époque comme Pierre de Ronsard.
En 1640, Nicolas V de Neufville de Villeroy, futur éducateur du jeune roi Louis XIV fait raser la maison pour reconstruire sur ses fondements une demeure plus prestigieuse. Enfant, Louis XIV y venait régulièrement.
Pendant son enfance, Louis XIV se crée une amitié dans la cour de l'hôtel de Villeroy (maison de François de Neufville de Villeroy, enfant) et les jardins du Palais-Royal (maison de Louis XIV, enfant), qui durera toute une vie. Dans son testament, Louis XIV nomme François de Neufville de Villeroy, éducateur de son successeur, Louis XV.
L'hôtel de Villeroy est vendu en 1671 pour devenir la première Poste de Paris.
Aujourd'hui le plus vaste ensemble immobilier XVIIe siècle du centre rive droite de Paris abrite essentiellement des logements et les espaces exposition de la Crémerie de Paris.
L'hôtel de Villeroy a été le centre et le lieu d'ascension sociale de la famille pendant 300 ans.
En 1671 l'hôtel de Villeroy est devenu un haut lieu des Telecommunications qui joue toujours un rôle aujourd'hui `
grâce au nom de domaine VB.com, une des adresses les plus courtes du web et au Phonebook of the World,
enracine dans l' histoire de la maison..

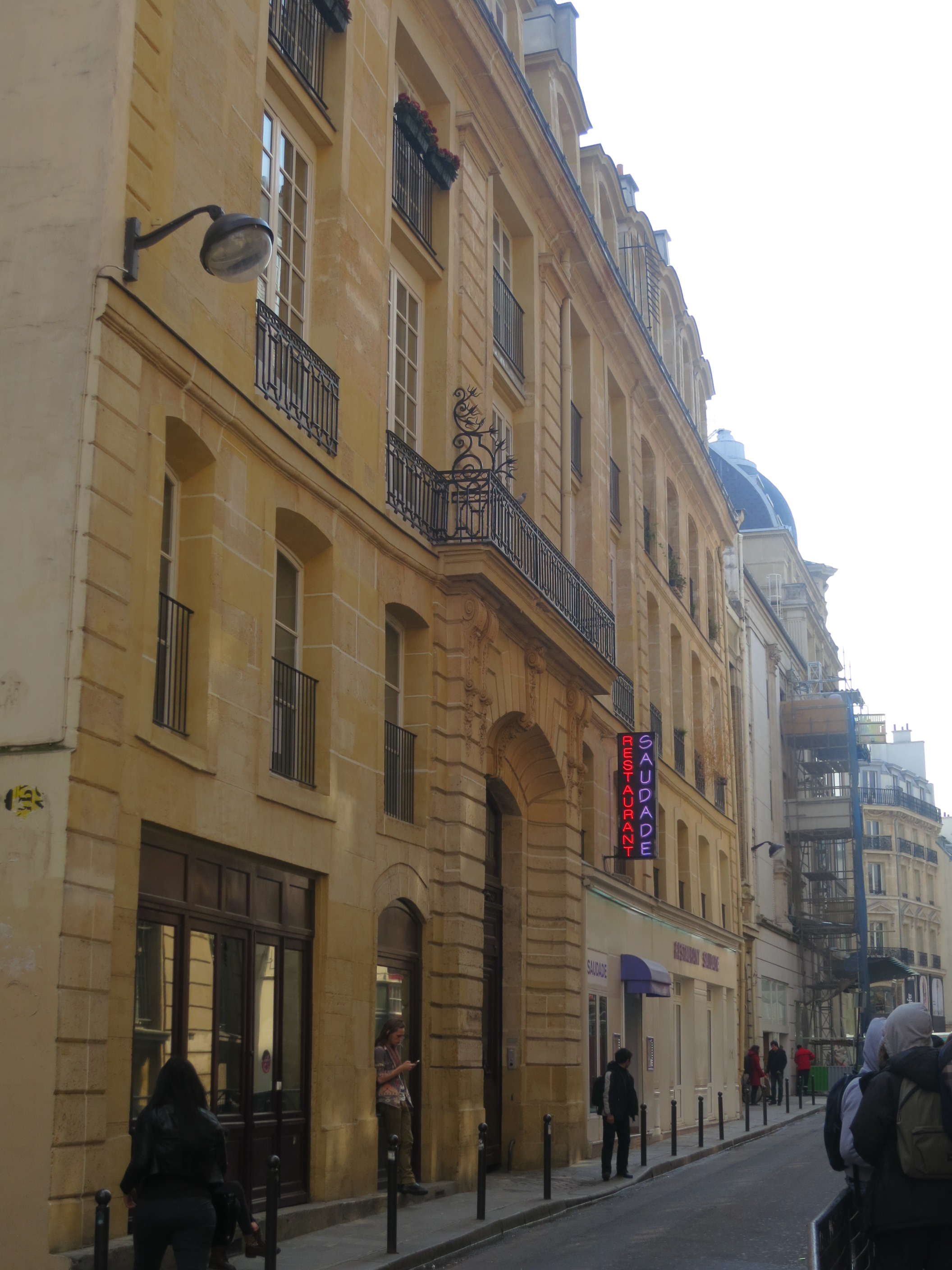
Entrée principale de l'hôtel de Villeroy au 34 rue des Bourdonnais.
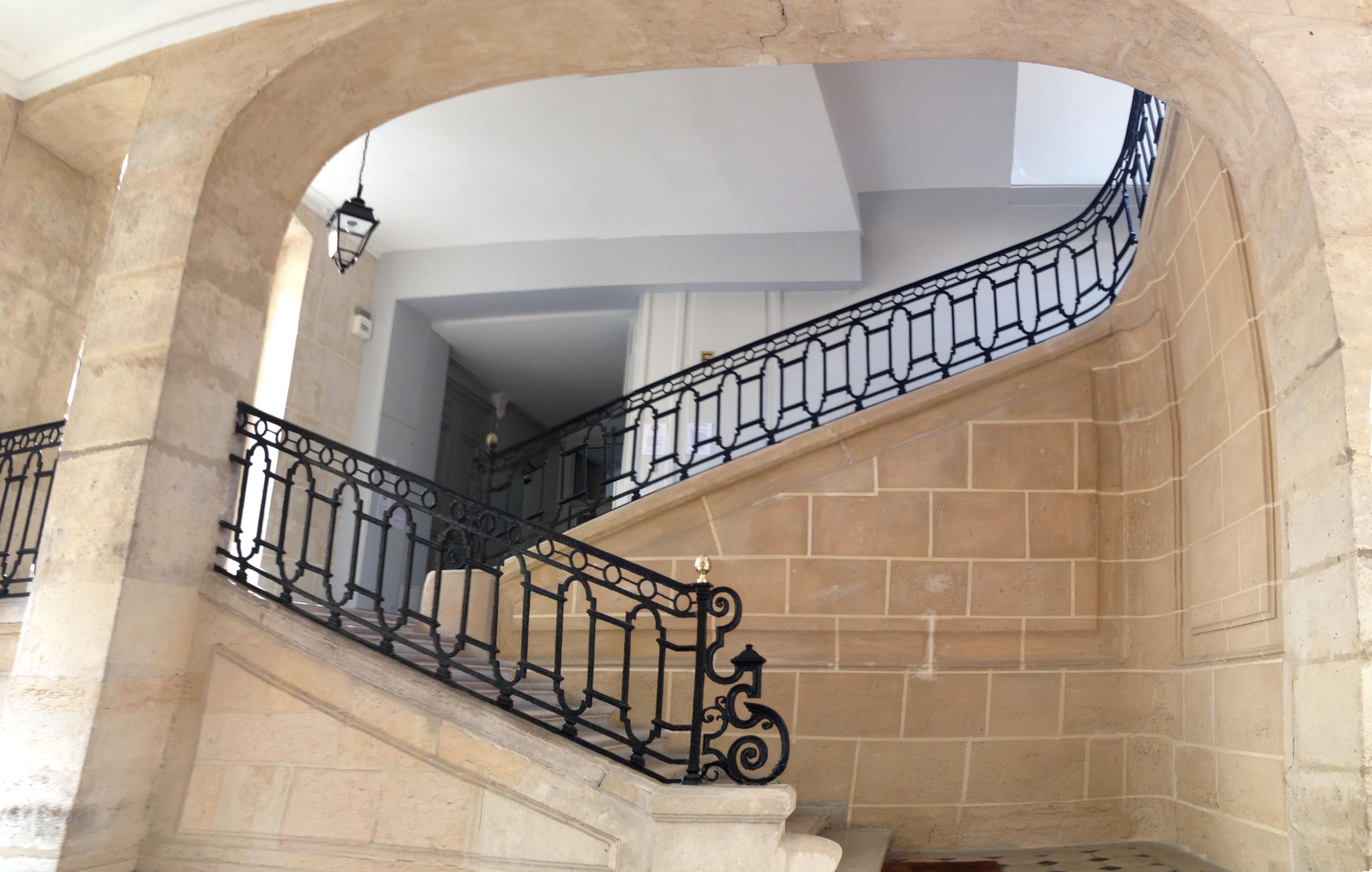
Les éscaliers d'honneur de l'hôtel de Villeroy.
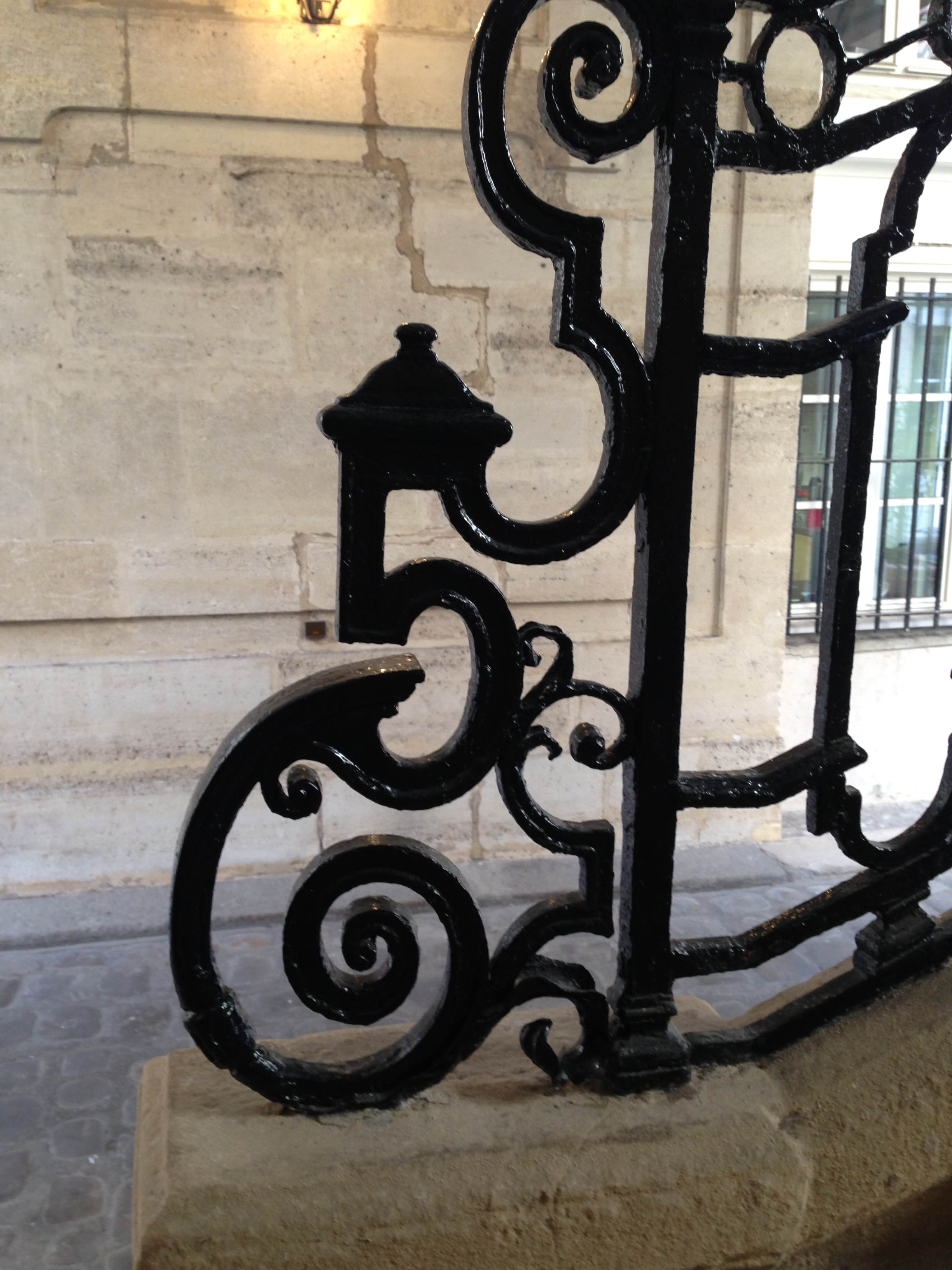
Detail d'un des deux symboles 5 qui se trouvent dans la rambarde de l’escalier d'honneur.
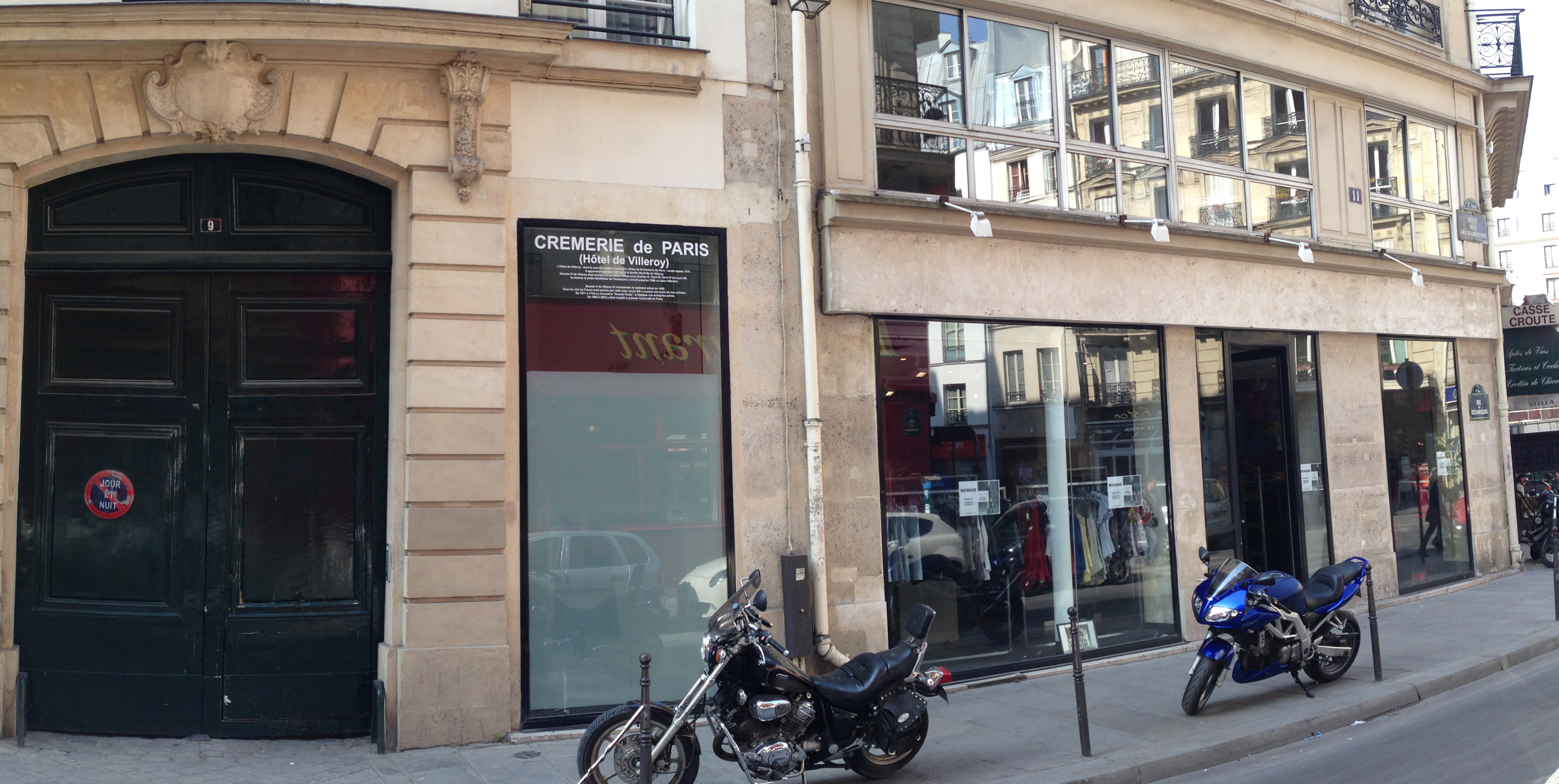
Entrée au 9 rue des Déchargeurs.
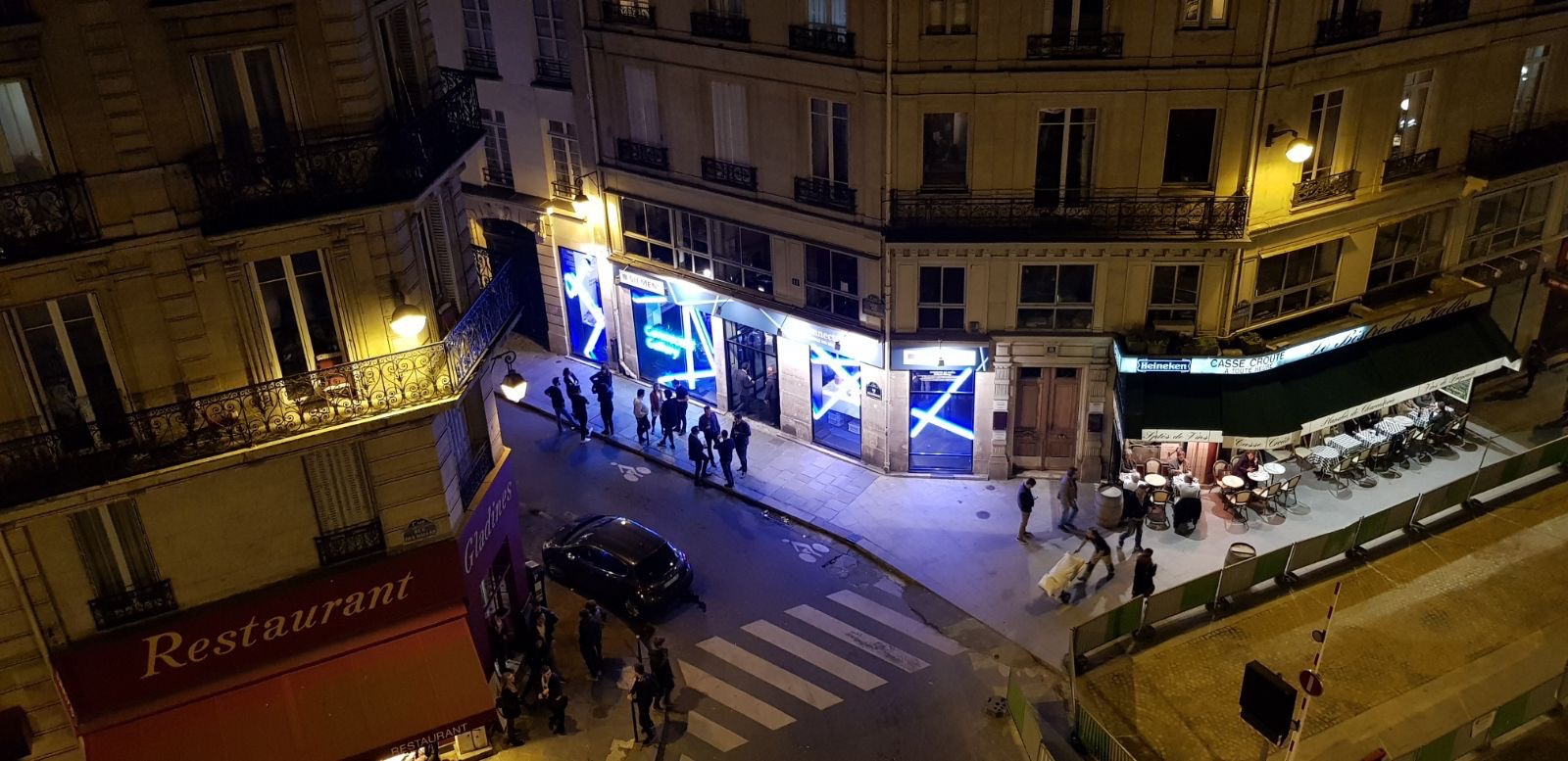
Hôtel de Villeroy Bourbon, Rue des Dechargeurs lors d'une reception pour la société Siemens

### Château d'Ombreval, Neuville-sur-Saône
Château d'Ombreval, à Neuville-sur-Saône.
Construit en 1458 par Monsieur d'Ombreval, et acquis en 1630 par Camille de Neufville de Villeroy.
En 1961, le château est offert à la ville par Monsieur Bertrand Vergnais et sa sœur.
Aujourd'hui, il abrite la mairie de Neuville-sur-Saône.

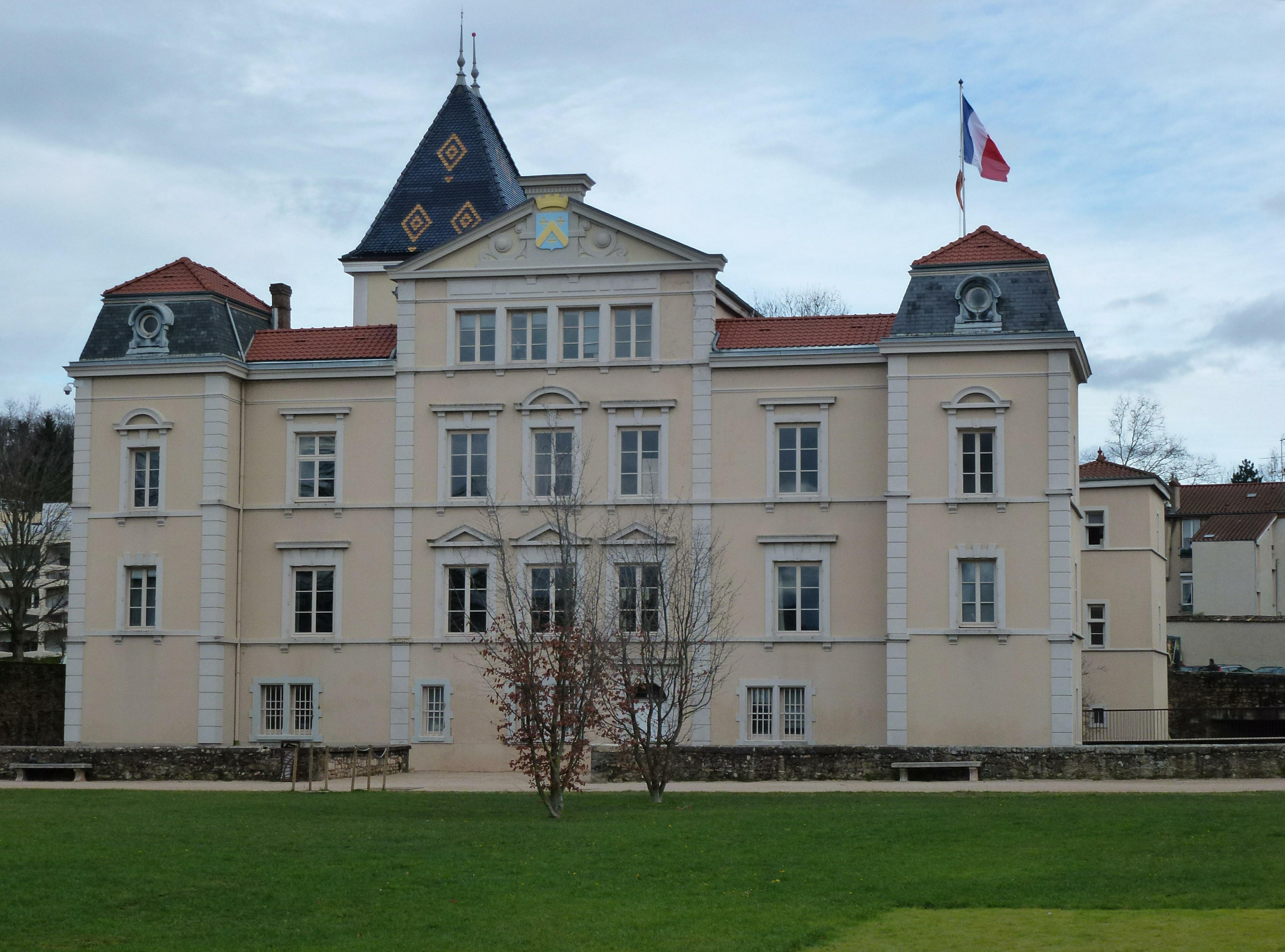
Façade occidentale du château d'Ombreval.
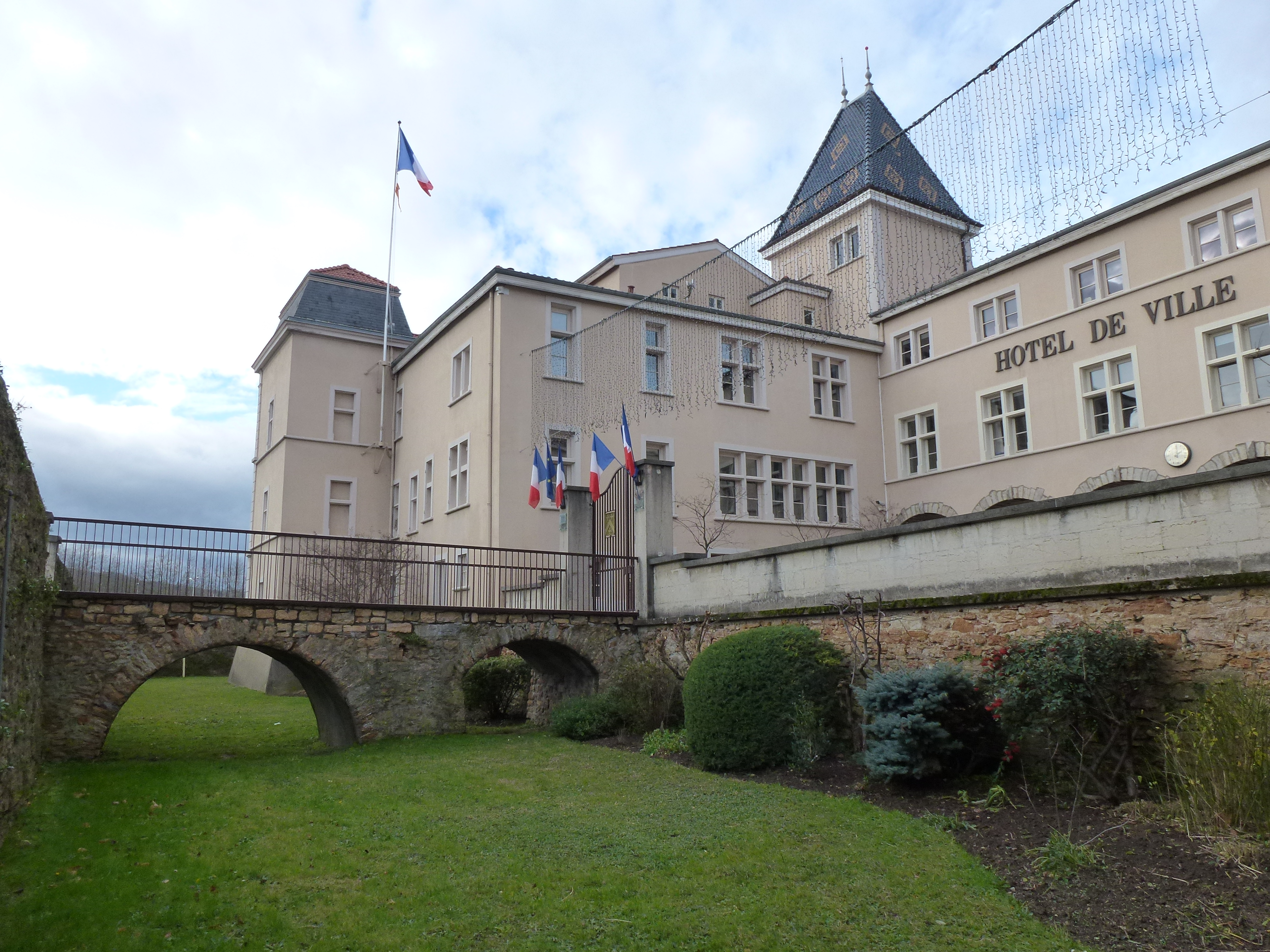
Façade méridionale et fossé du château d'Ombreval.
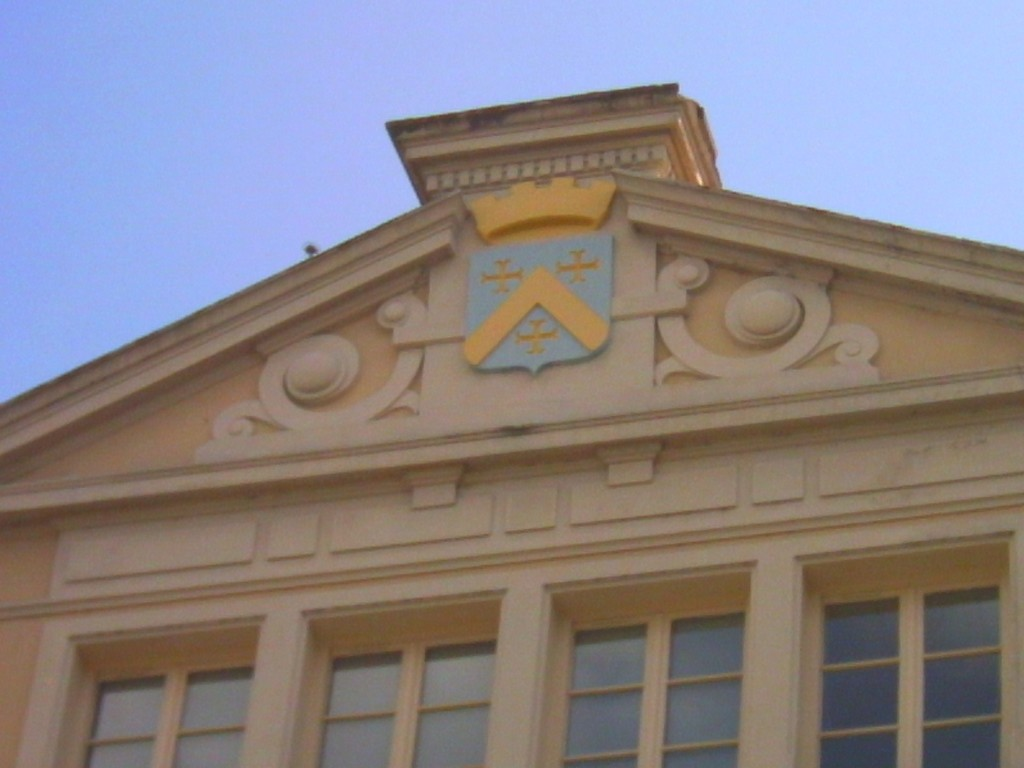
Blason des Neufville de Villeroy sur la façade du château d'Ombreval.
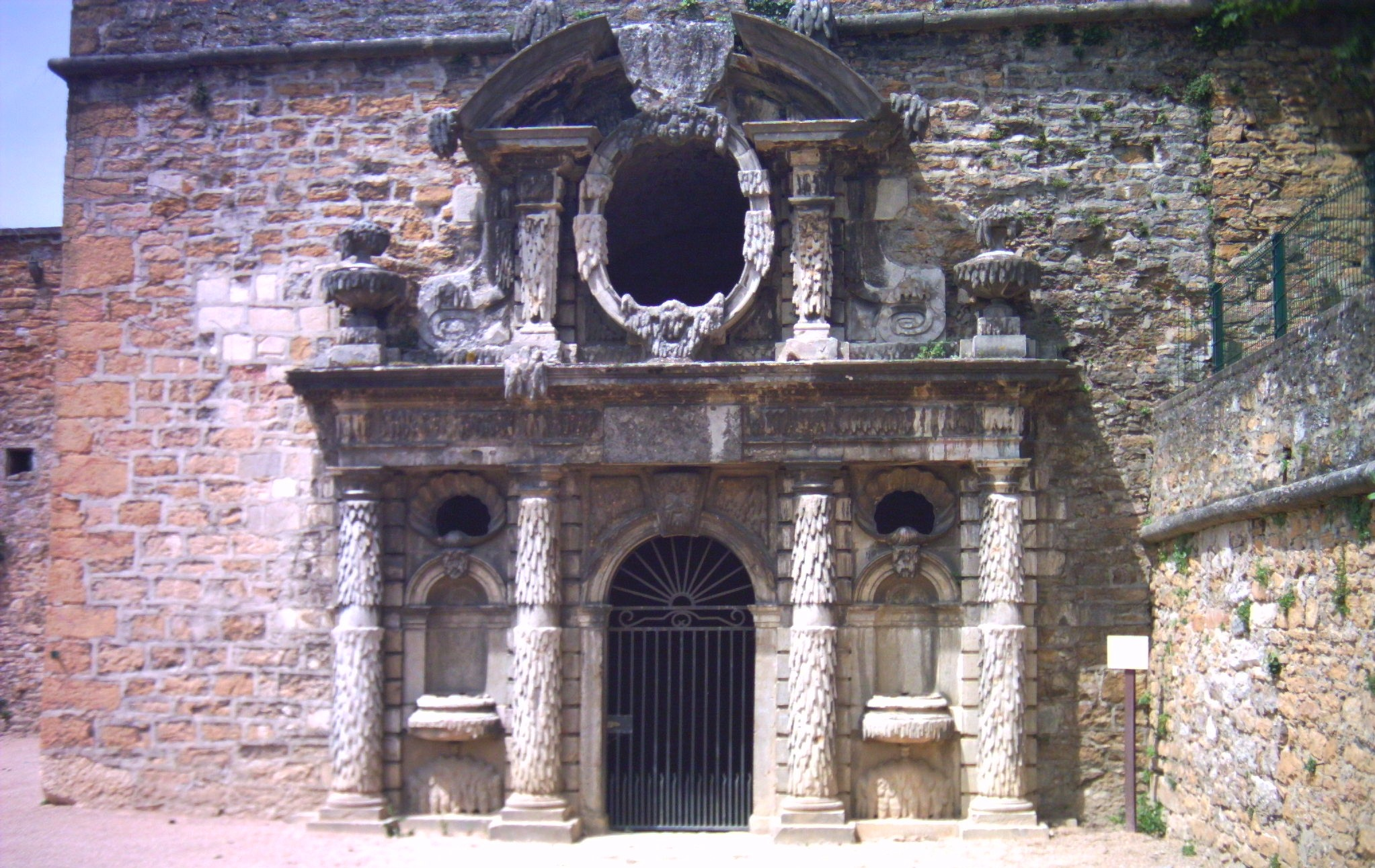
Le nymphée du château d'Ombreval.
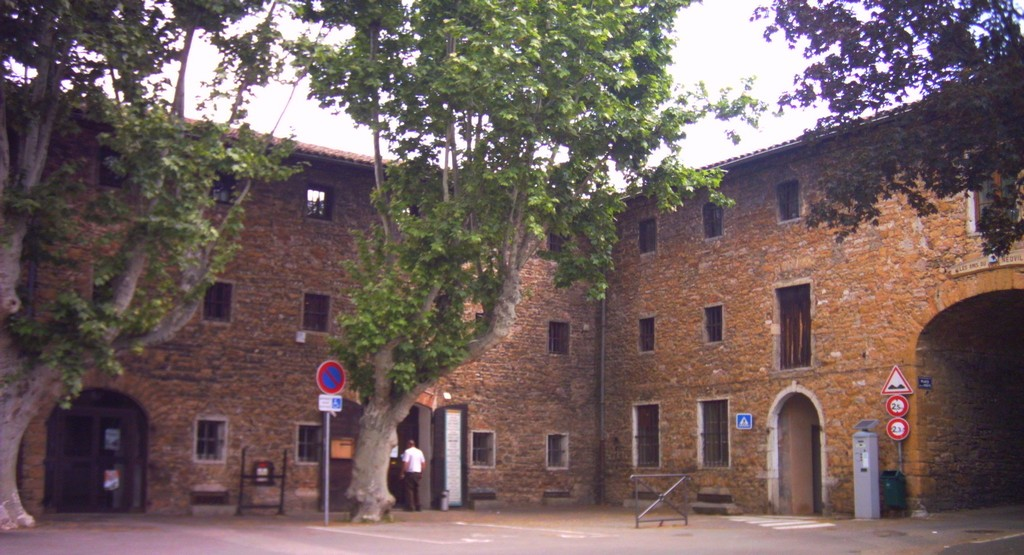
Les dépendances du château d'Ombreval.
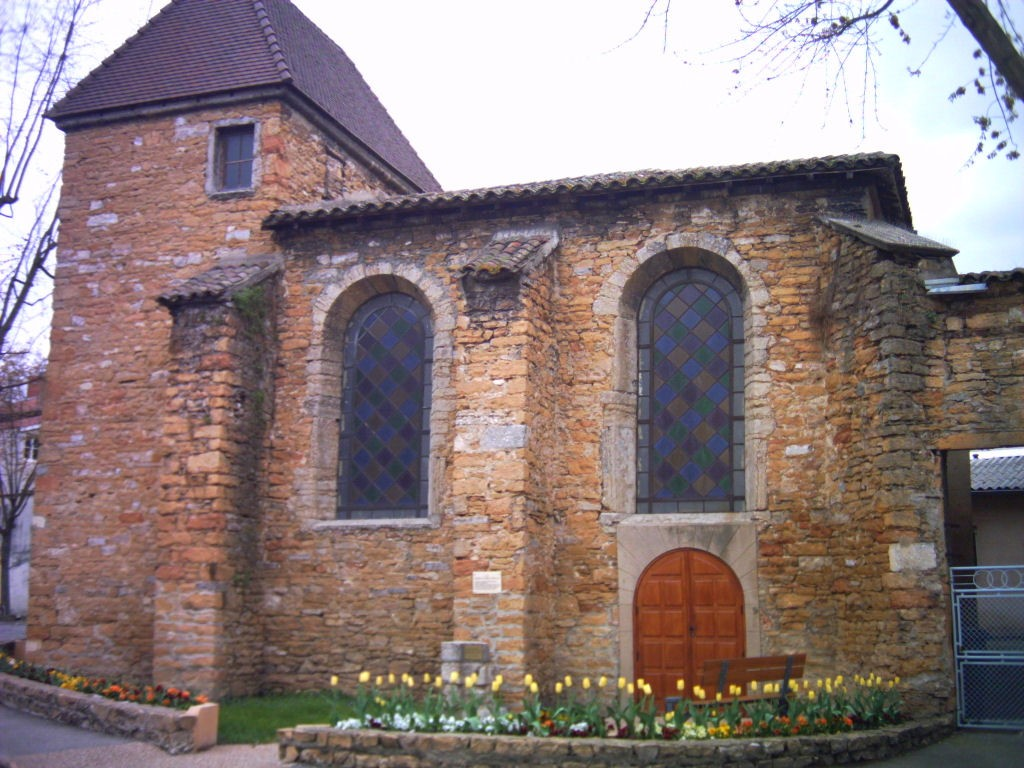
La chapelle du château d'Ombreval.

### Hôtel de Villeroy, Paris VII
Hôtel de Villeroy, 78 rue de Varenne, Paris VII.
Hôtel construit entre 1713 et 1724 par François Debias-Aubry pour le baron Antoine Hogguer à l'intention de sa maîtresse Charlotte Desmares. Transformé pour Louis François Anne de Neufville de Villeroy, qui lui a laissé son nom, par Jean-Baptiste Leroux, avec une participation possible de Nicolas Pineau. Très remanié au XIXe siècle. On mentionne une intervention d'Étienne-Louis Boullée qui n'est pas discernable.
Il abrite aujourd'hui le ministère de l'Agriculture.

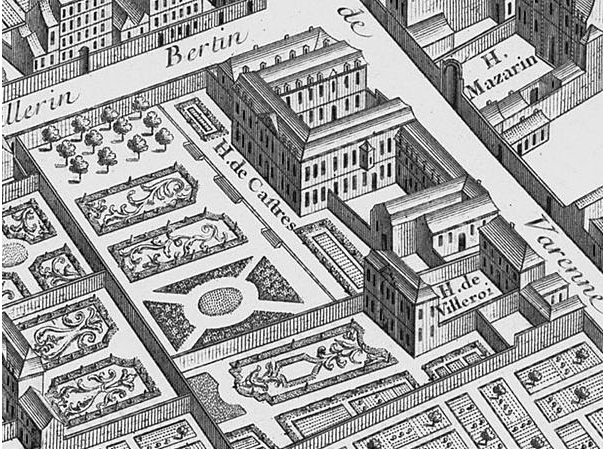
l'hôtel de Villeroy en 1737, par Turgot.
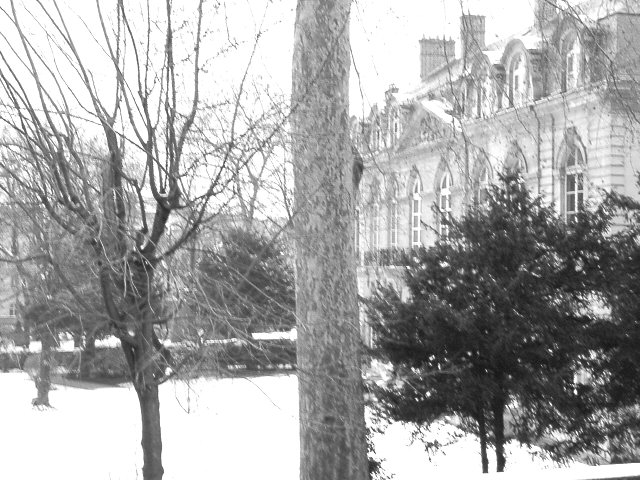
Façade sur jardin de l'hôtel de Villeroy en 2005.
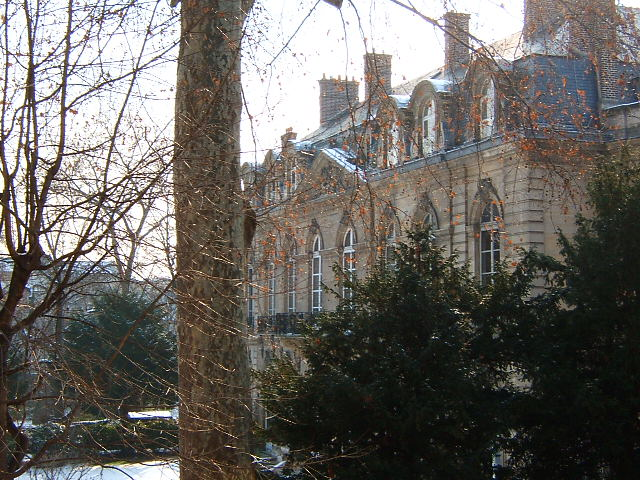
Façade sur jardin de l'hôtel de Villeroy en 2005.
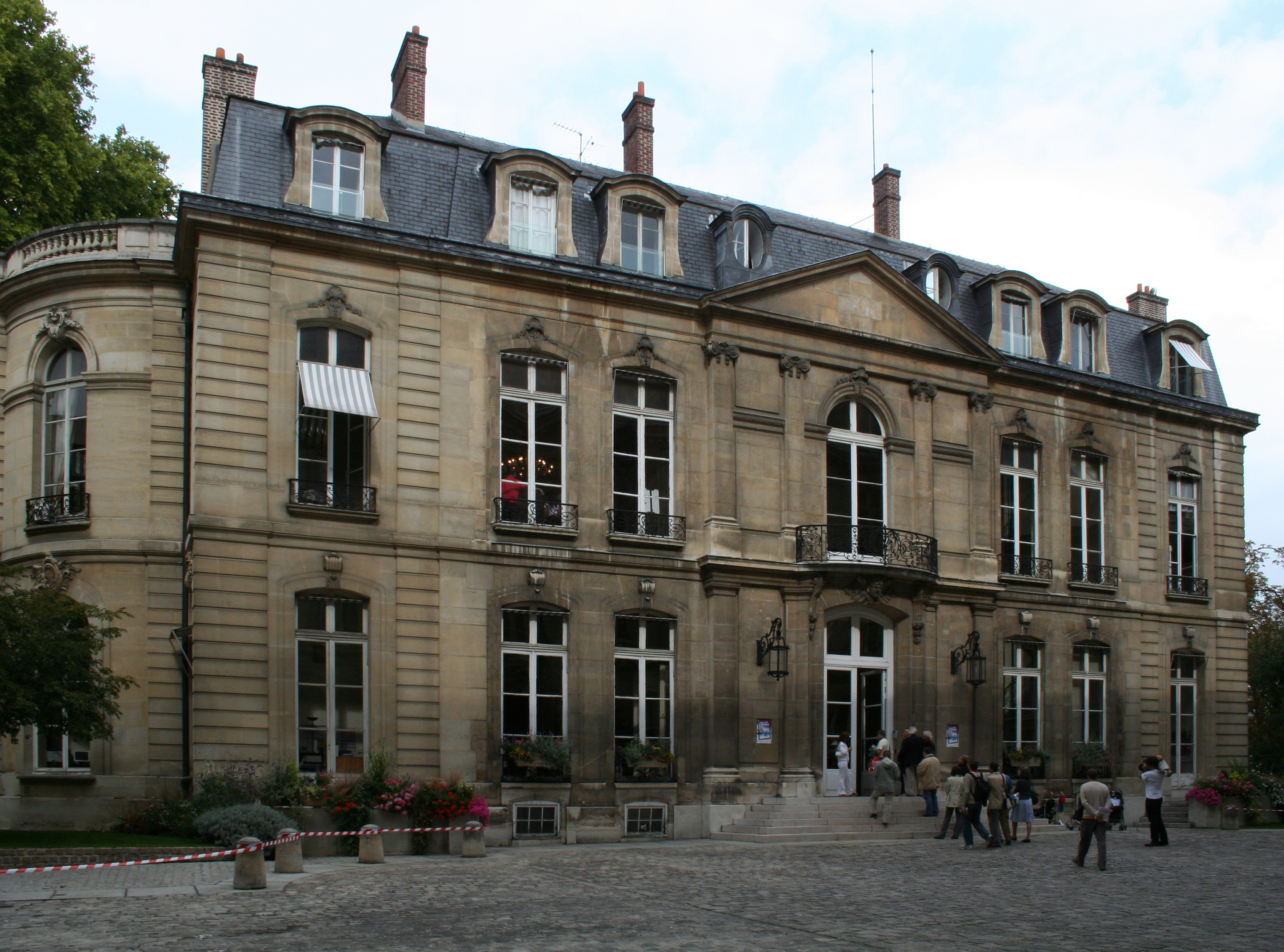
Façade sur cour de l'hôtel de Villeroy en 2007.
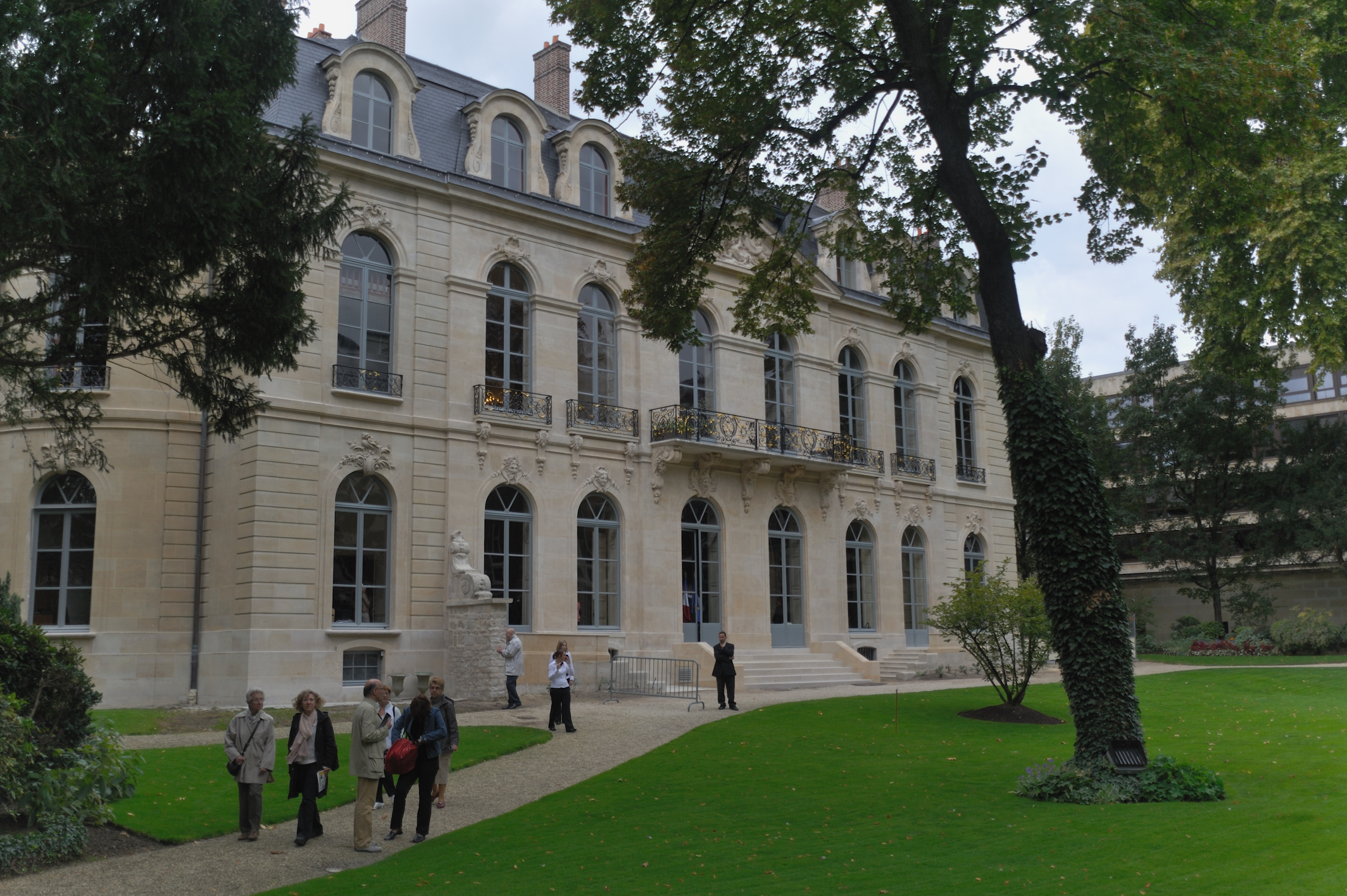
Façade sur jardin de l'hôtel de Villeroy en 2011.
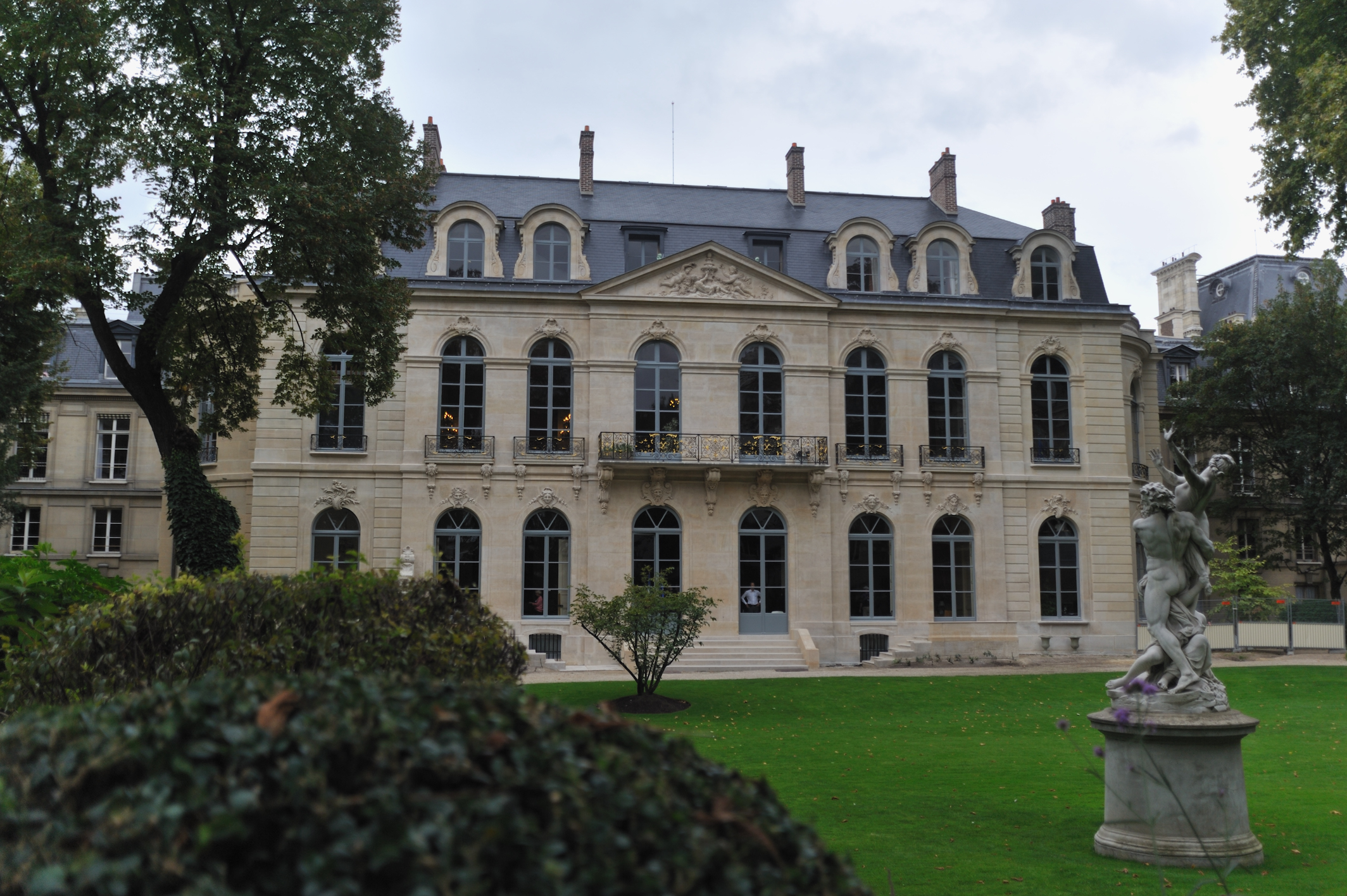
Façade sur jardin de l'hôtel de Villeroy en 2011.
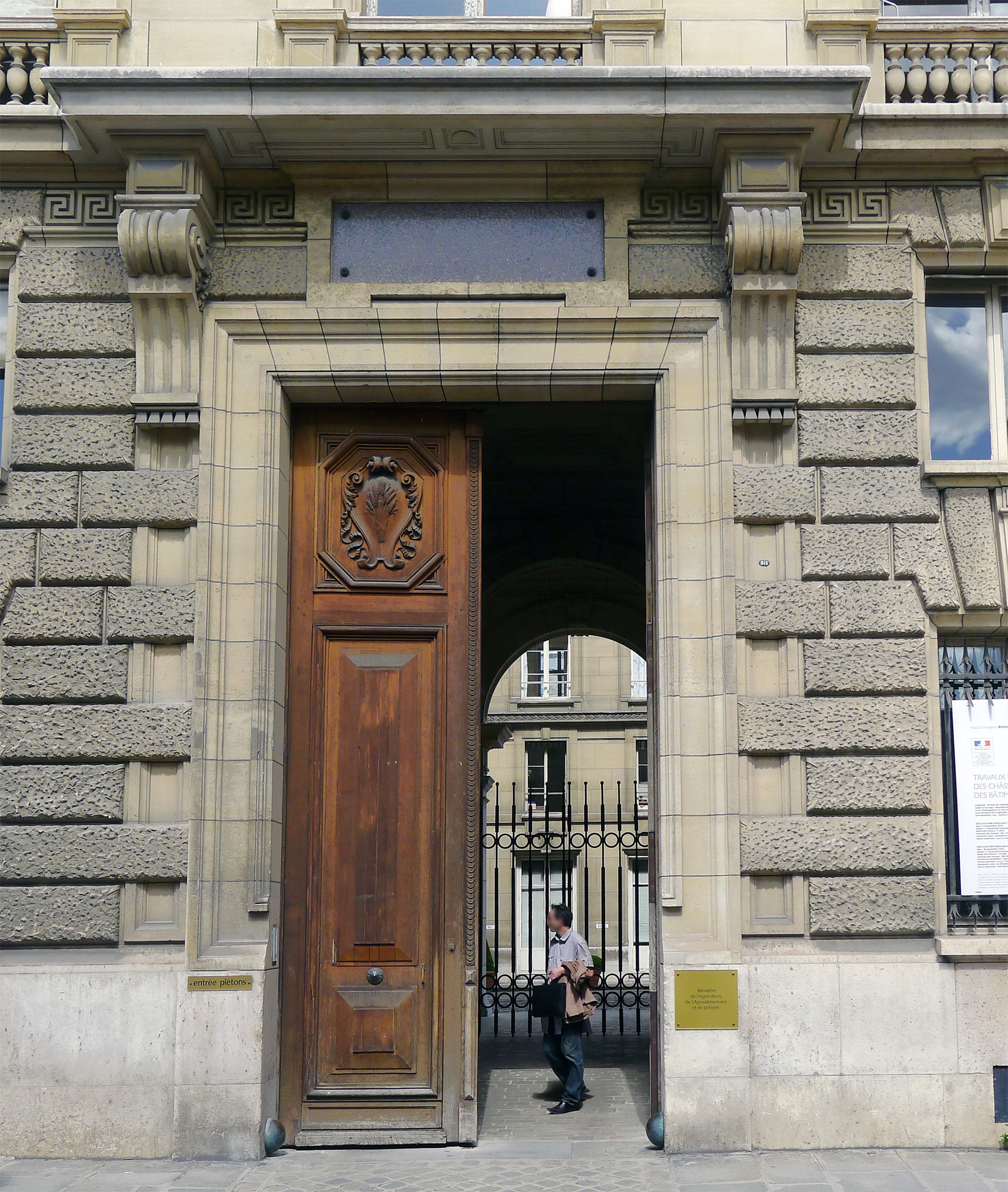
Porte de l'hôtel de Villeroy en 2013.

### Autres possessions
Liste non exhaustive des possessions tenues en nom propre ou en fief par la famille de Neufville de Villeroy :
- Le château de Villeroy, sur la commune actuelle de Mennecy (Essonne), détruit au début du XIXe siècle. Les Neufville en héritèrent de la famille Le Gendre en 1525. Villeroy fut érigé en marquisat en 1615 en faveur de Charles de Neufville, ambassadeur à Rome, puis en duché pairie en 1651, en faveur de Nicolas V de Neufville, son fils, maréchal de France. Le château est vendu après la mort du 5e duc de Villeroy, en 1794. Ses fondations sont toujours visibles in situ ; l'emprise du parc est conservée et ouverte au public.
- Le château d'Alincourt, à Parnes (Oise), aussi hérité de la famille Le Gendre en 1525, conservé par les Neufville durant deux siècles ;
- Le château de Lignieux, à Saint-Jean-de-Thurigneux (1665-????).
- Le château de Bourgon, à Montourtier (53) : Marguerite de Louvois (morte en 1711), épouse Louis Nicolas VI de Neufville de Villeroy, marquis d'Alincourt. Fille de Louvois qui a épousé Anne de Souvré, marquise de Courtanvaux et de Messei, descendante de Gilles de Souvré. Née posthume, Anne de Souvré a été élevée dans la famille du second mari de sa mère, Urbain II de Montmorency-Laval, marquis de Bois-Dauphin et de Sablé, le fils de la célèbre "Madame de Sablé" propriétaire de Bourgon.
- L'hôtel de Villeroy, 34 rue de la Charité, Lyon II : cet hôtel particulier du XVIIIe siècle, ancienne résidence du gouverneur du Lyonnais, abrite aujourd'hui le célèbre Musée des Tissus et des Arts décoratifs de Lyon.

## Postérité

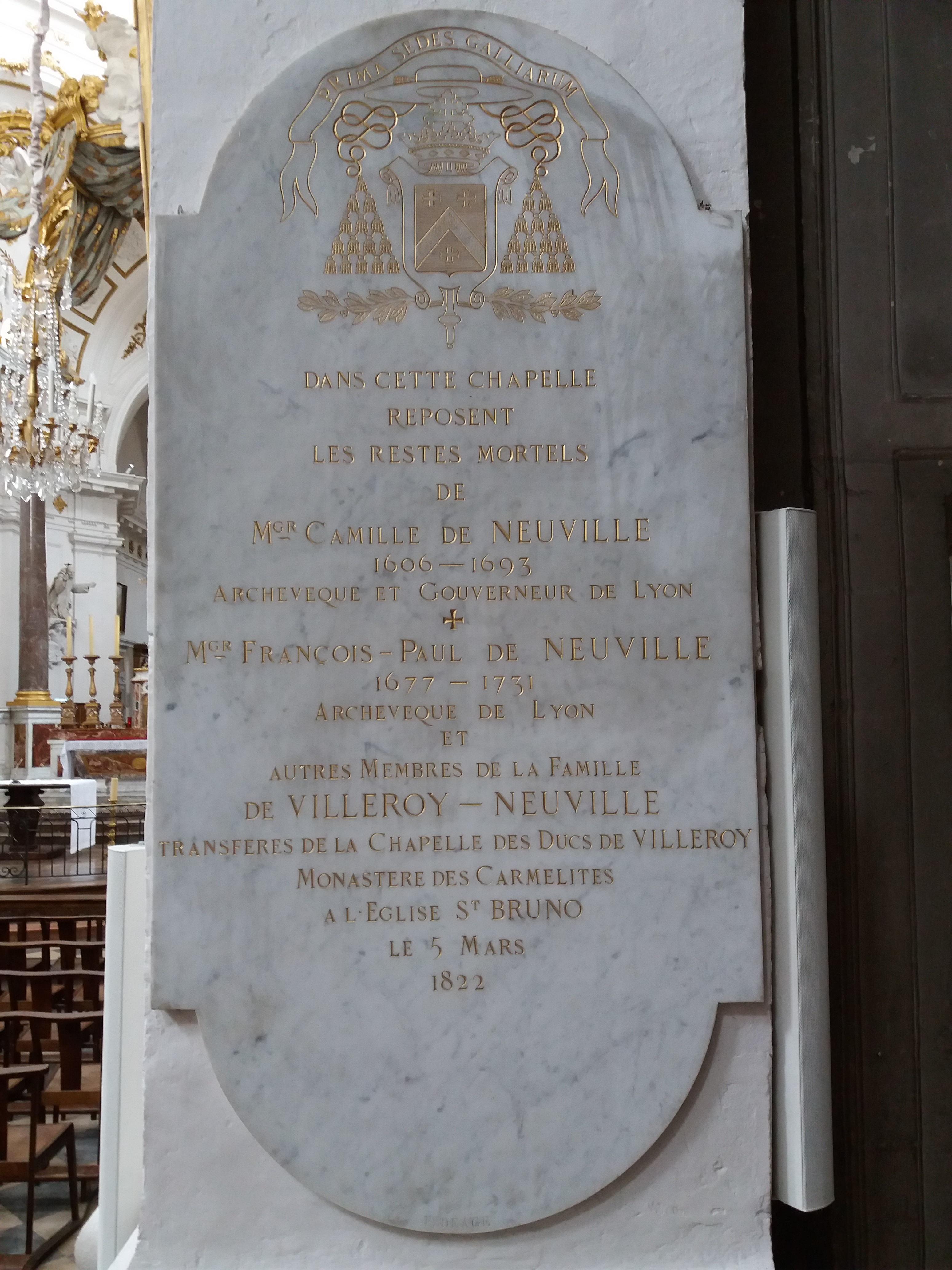
Église Saint-Bruno-les-Chartreux - Plaque de la famille Neufville de Villeroy

Certains des Villeroy furent inhumés à Lyon dans la chapelle des carmélites fondée en 1618 par Jacqueline de Harlay. En 1821, à la destruction de celle-ci, leurs restes furent regroupés dans la chapelle Sainte-Philomène de l'église Saint-Bruno de Lyon.